# میکله لوپو
میکله لوپو (انگلیسی: Michele Lupo؛ ۴ دسامبر ۱۹۳۲ – ۲۷ ژوئن ۱۹۸۹) یک کارگردان فیلم اهل ایتالیا بود.

## فیلم‌شناسی
- Colossus of the Arena (۱۹۶۲)
- Seven Slaves Against the World (۱۹۶۴)
- Seven Rebel Gladiators (۱۹۶۵)
- The Revenge of Spartacus (۱۹۶۵)
- Arizona Colt (۱۹۶۶)
- Master Stroke (۱۹۶۷)
- هفت ضربدر هفت (۱۹۶۸)
- یک داستان عاشقانه (۱۹۶۹)
- نوبت توست که بمیری (۱۹۶۹)
- The Weekend Murders (1۱۹۷۰)
- Stanza 17-17 palazzo delle tasse, ufficio imposte (۱۹۷۱)
- The Master Touch (۱۹۷۲)
- بن و چارلی (۱۹۷۲)
- فرانک بدجنس و تونی بی‌مخ (۱۹۷۳)
- Africa Express (۱۹۷۵)
- کالیفرنیا (۱۹۷۷)
- به او میگن بولدوزر (۱۹۷۸)
- کلانتر و بچه فضایی (۱۹۷۹)
- Everything Happens to Me (۱۹۸۰)
- بادی به غرب می‌رود (۱۹۸۱)
- بمب‌افکن (۱۹۸۲)